# Gregorio Ramarui
Gregorio Ramarui es el primer nativo de Palaos ordenado sacerdote católico en Koror, en febrero de 1964. Dejó el sacerdocio dos años después de su ordenamiento.